# Periclina ciceronata
Periclina ciceronata là một loài bướm đêm trong họ Geometridae.